# Dimension Data Ladies Pro-Am
Het Dimension Data Ladies Pro-Am is een jaarlijks golftoernooi voor vrouwen in Zuid-Afrika, dat deel uitmaakt van de Sunshine Ladies Tour. Het toernooi werd opgericht in 2014 en vindt telkens plaats op de Fancourt in George, West-Kaap.
Het wordt gespeeld in een strokeplay-formule van twee ronden.

## Winnaressen
| Jaar | Winnares     | Score | Score | Info  |
| ---- | ------------ | ----- | ----- | ----- |
| 2014 | Monique Smit | 135   | –9    | [ 1 ] |